# Georg Fayer

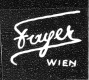
Signum Fayer, Wien

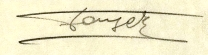
Unterschrift von Georg Fayer

Georg Fayer (* 1892 in Österreich-Ungarn; † 5. November 1950 in Cannes) war ein österreichischer Fotograf ungarischer Herkunft.

## Leben

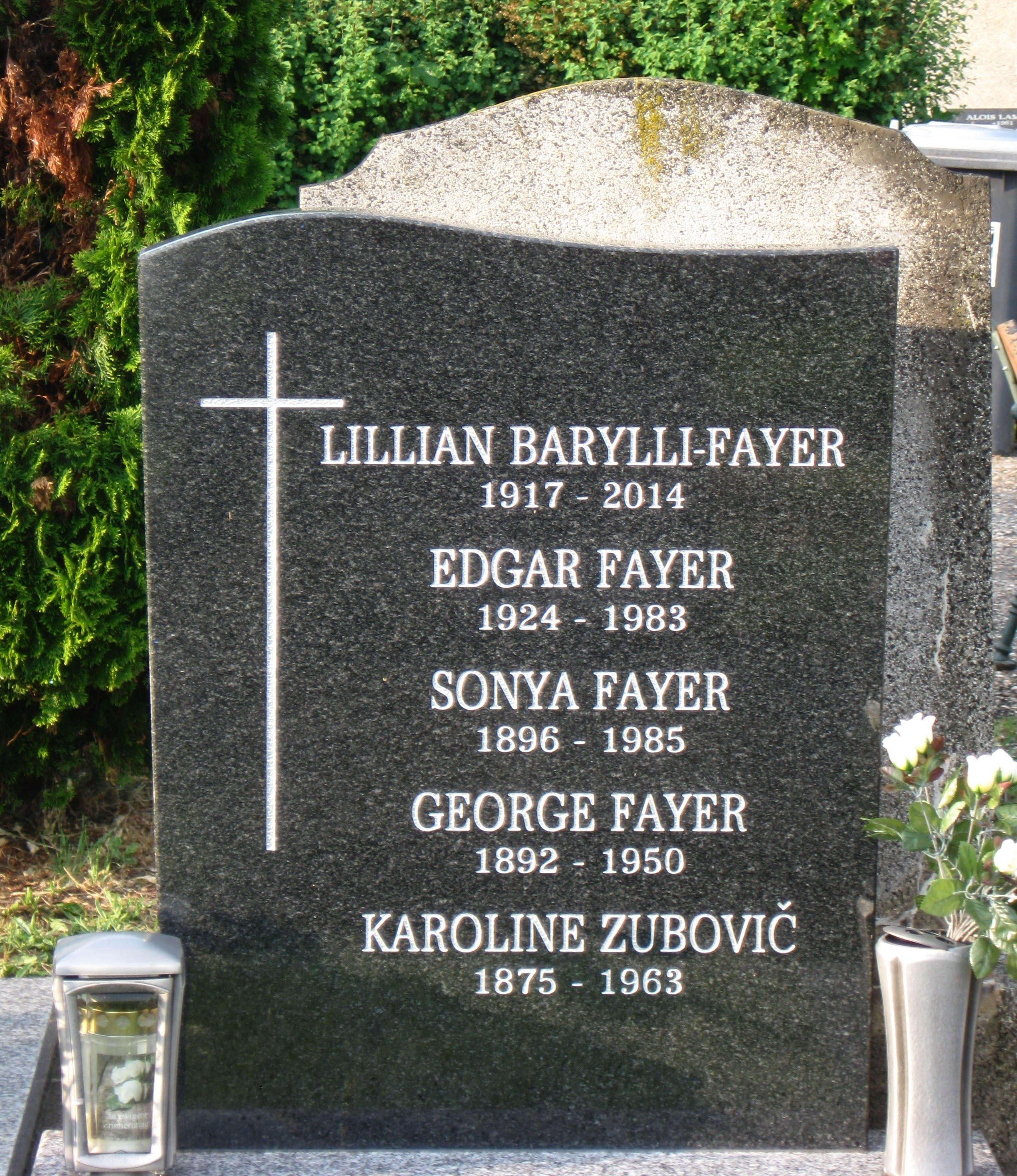
Grab von Georg auf dem Großjedlersdorfer Friedhof

Georg Fayer entstammte einer Fotografen-Dynastie, sein Großvater war Freund und Mitarbeiter von Louis Daguerre und eröffnete auf dessen Anraten (und mit dessen Unterstützung) ein erstes eigenes Fotostudio. Die erste urkundliche Erwähnung der Fotodynastie Fayer findet man vor 1850 in Budapest, also knapp elf Jahre nach der Verlautbarung von Daguerre vor der Académie française in Paris.
Über New York und London kam Georg Fayer in den 1920er Jahren nach Wien, wo er sich mit dem ehemaligen k. u. k. Hoffotografen Carl Pietzner junior zusammentat. 1935 eröffnete Fayer ein eigenes Foto-Studio in London. Er war in England rasch als Society- und Künstler-Fotograf anerkannt, arbeitete für die königliche Familie und fotografierte Stars von Bühne und Film. 1937 kehrte Fayer nach Wien zurück. Das im Heinrichshof beheimatete Fotoatelier wurde bei den Bombenangriffen auf Wien 1945 fast zerstört, die Rettung gelang nur durch den waghalsigen persönlichen Einsatz von Georg Fayers Tochter Lilian. Er verstarb 1950 in Cannes, das Unternehmen Foto Fayer existiert nach wie vor.

## Familie
Die Künstler-Fotografin Lillian Barylli-Fayer war seine Tochter.

## Galerie
Einige Aufnahmen Fayers

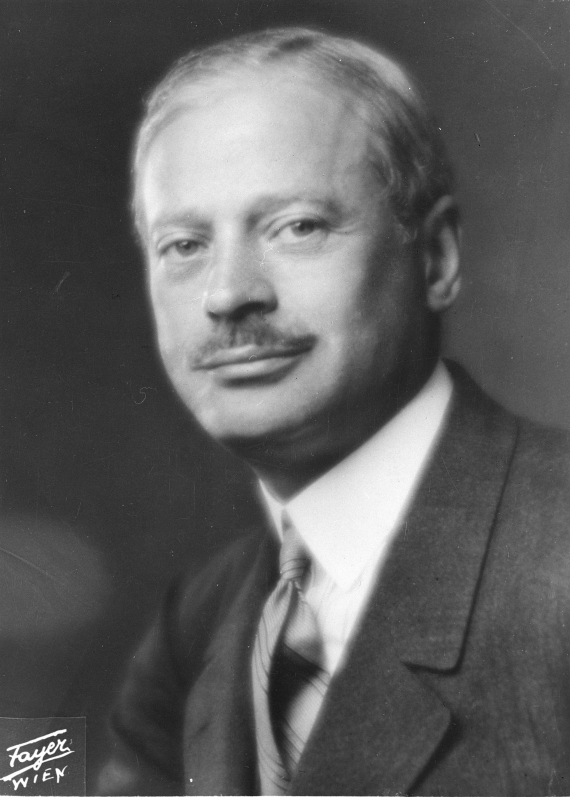
Louis Baron Rothschild (um 1930)
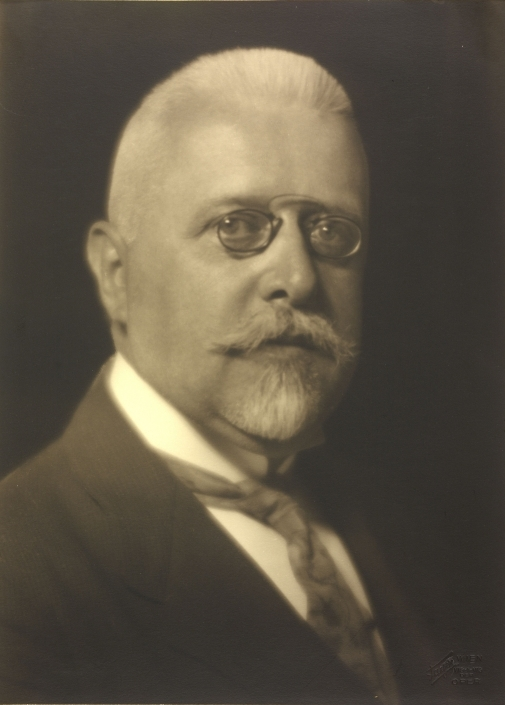
Bundeskanzler Johann Schober (1927)
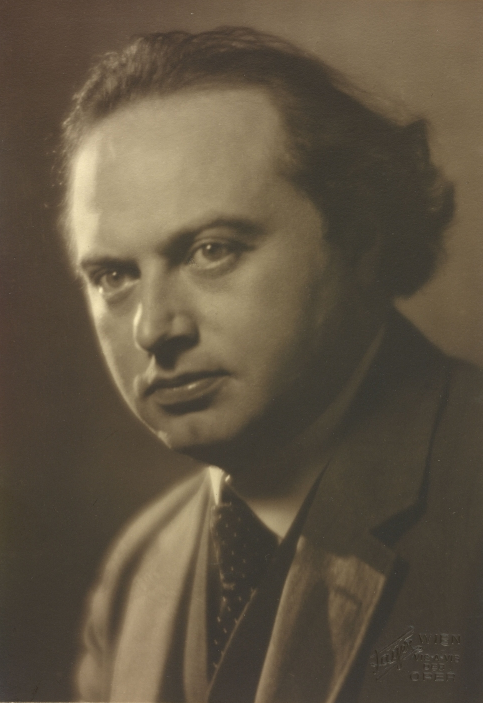
Franz Werfel (1927)
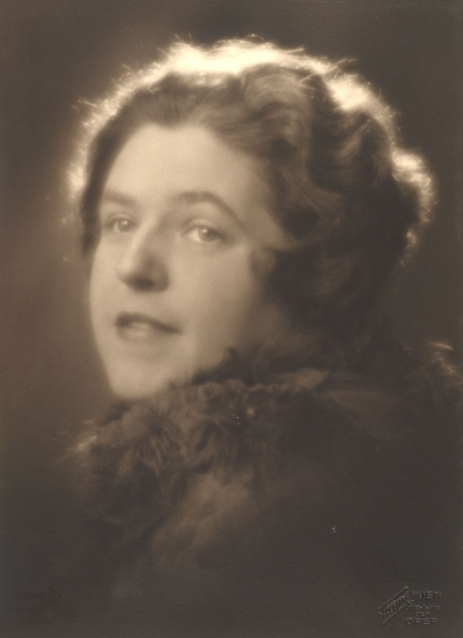
Lotte Lehmann (1927)
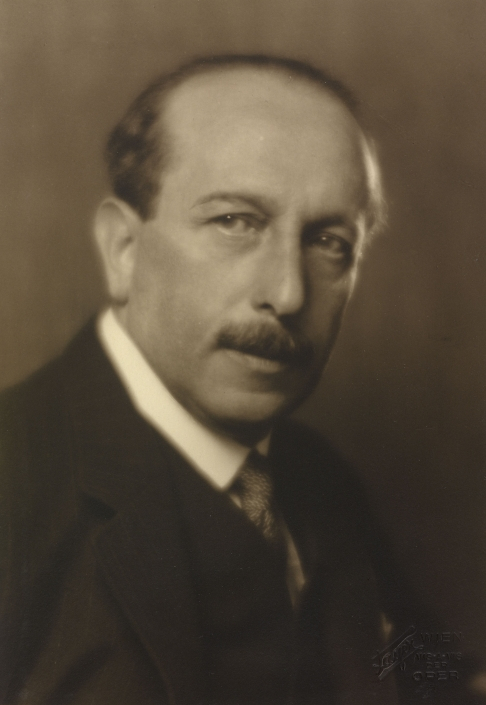
Felix Salten (1927)
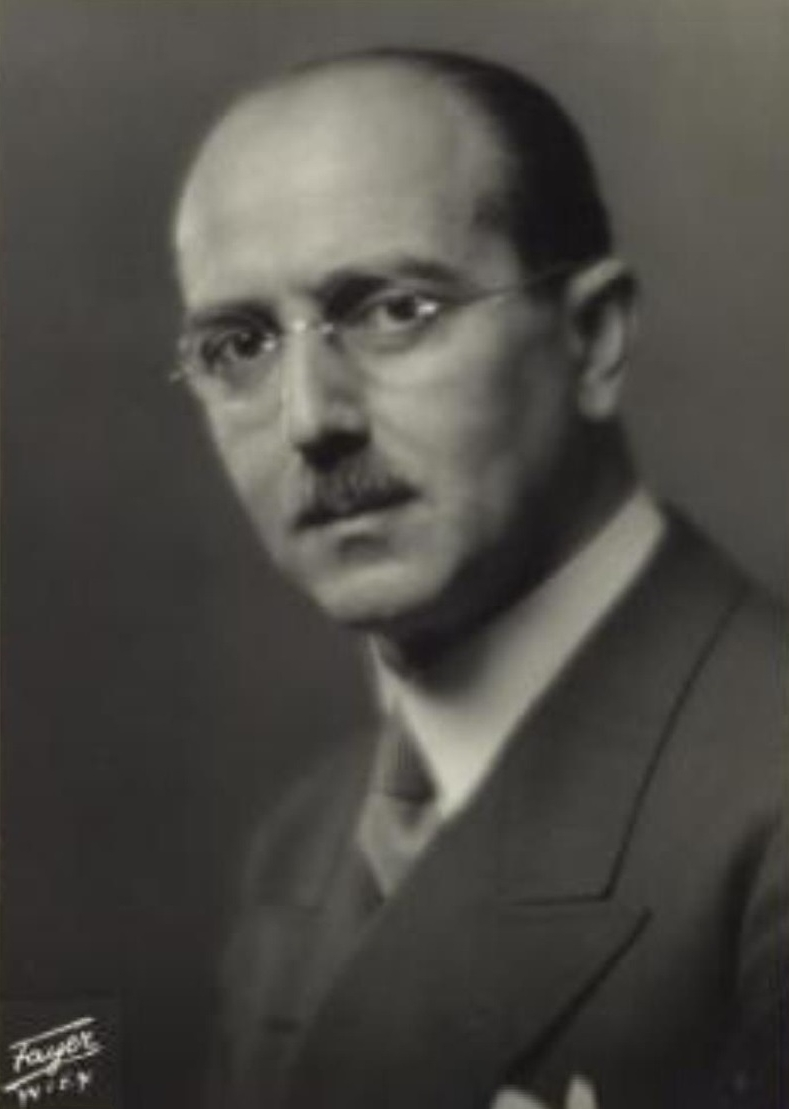
Hans Kelsen (um 1930)
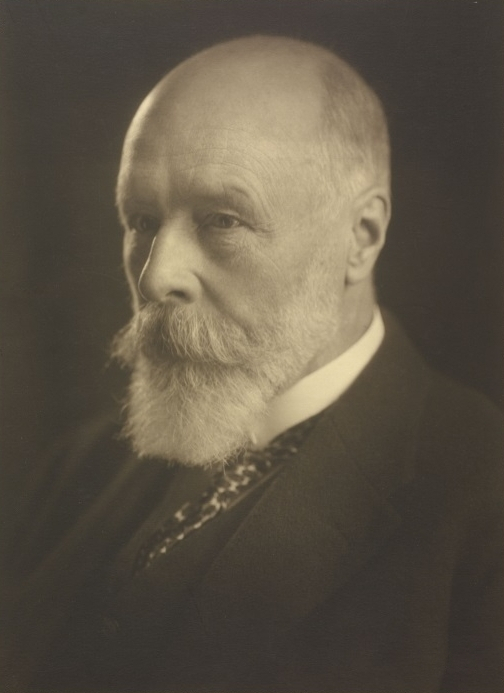
Bundespräsident Michael Hainisch
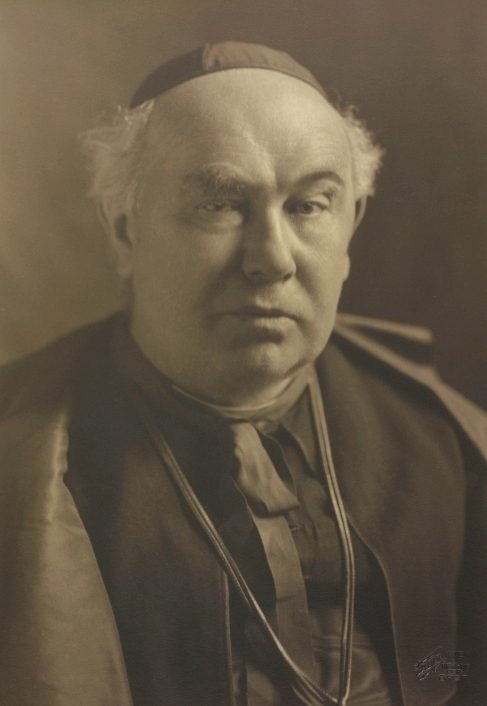
Friedrich Kardinal Piffl (1927)
Alma Rosé (1927)
Erich Wolfgang Korngold (1927)
Paul Löwinger (1934)
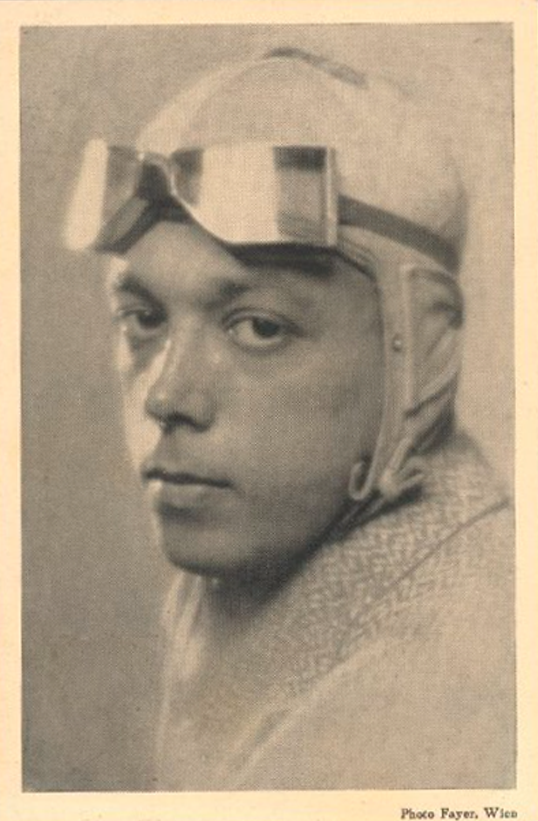
Robert Kornfeld (1904–1948) von 1933